# Vulpes corsac

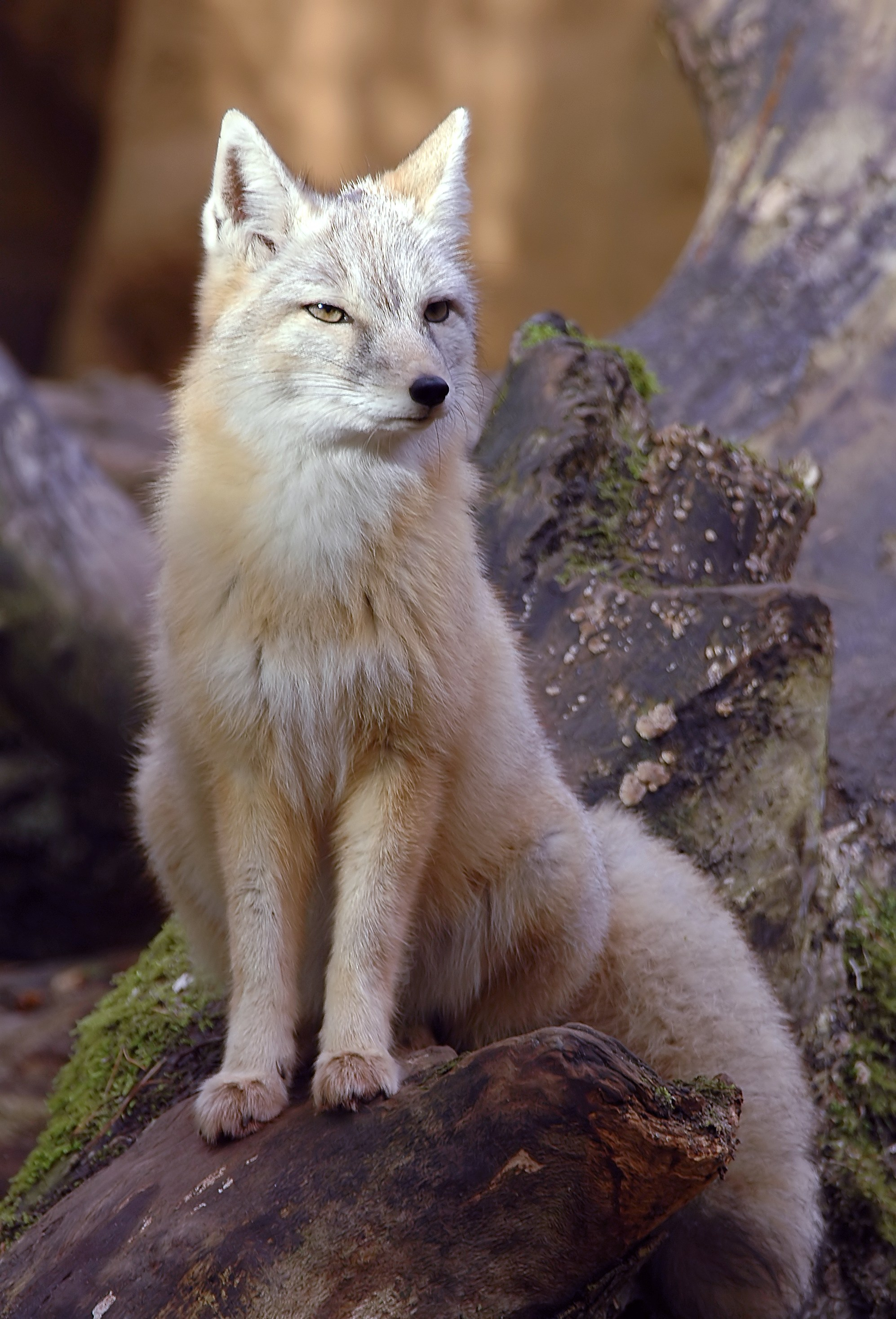
El zorro corsac tiene variantes en su pelaje.

El zorro Corsac (Vulpes corsac) es un cánido que habita en las estepas y zonas semidesérticas del nororiente de Asia, desde Mongolia, el sur de Rusia y el norte de Manchuria hasta Afganistán e Irán.
Su pelambre es gris con tonos castaños o rojizos y plateados. La longitud del cuerpo con la cabeza alcanza entre 50 y 60 cm y la de la cola entre 22 y 35 cm.  Sus dientes son relativamente pequeños con respecto a los de otros zorros.
Es omnívoro, come mamíferos pequeños, aves, reptiles, insectos y plantas. El apareamiento se produce en enero y la gestación dura 8 semanas, después de las cuales nacen entre 2 y seis crías.  Viven entre 3 y 12 años. Es más social que cualquier zorro, comparte la madriguera con otros de su especie y forma partidas de cacería.

## Subespecies
Se han descrito dos subespecies:
- Vulpes corsac corsac.
- Vulpes corsac kalmykorum.